# Esotropia concomitante acuta
L'esotropia concomitante acuta è una forma di esotropia, ovvero una tipologia di strabismo, che si verifica quando appare una forma di diplopia che coinvolge dapprima solo la visione lontana e poi anche quella ravvicinata. Tale anomalia colpisce sia i miopi, nella forma denominata Bielschowsky, che gli emmetropi dove è opportuno verificare la presenza di un eventuale neoplasia cerebrale.

## Epidemiologia
L'esotropia concomitante acuta è l'unica forma fra le sue specie a non coinvolgere le persone in età infantile, bensì i maschi adulti.

## Eziologia
La causa scatenante rimane sconosciuta.

## Terapie
Il trattamento prevede soltanto l'intervento chirurgico che è risolutivo, e si lascia intercorree un lasso di tempo (in genere alcuni mesi) dalla nascita dell'anomalia prima di procedere.